# Bosco Mazzocca - Castelvetere
Bosco Mazzocca - Castelvetere este o arie protejată (arie specială de conservare — SAC, sit de importanță comunitară — SCI) din Italia întinsă pe o suprafață de 822 ha, integral pe uscat.

## Localizare
Centrul sitului Bosco Mazzocca - Castelvetere este situat la coordonatele 41°26′19″N 14°52′14″E / 41.438611°N 14.870556°E.

## Înființare
Situl Bosco Mazzocca - Castelvetere a fost declarat sit de importanță comunitară în septembrie 1995 pentru a proteja 13 specii de animale. Situl a fost protejat și ca arie specială de conservare în martie 2017.

## Biodiversitate
Situată în ecoregiunea mediteraneană, aria protejată conține 2 habitate naturale: Pajiști uscate seminaturale și facies de acoperire cu tufișuri pe substraturi calcaroase (Festuco-Brometalia) (* situri importante pentru orhidee), Păduri panonice-balcanice de stejar turcesc - stejar sesil.
La baza desemnării sitului se află mai multe specii protejate:
- păsări (11): caprimulg (Caprimulgus europaeus), erete vânăt (Circus cyaneus), presură de grădină (Emberiza hortulana), Falco biarmicus, șoim călător (Falco peregrinus), șoimul rândunelelor (Falco subbuteo), sfrâncioc roșiatic (Lanius collurio), ciocârlie de pădure (Lullula arborea), gaia neagră (Milvus migrans), gaia roșie (Milvus milvus), viespar (Pernis apivorus)
- nevertebrate (2): croitorul mare al stejarului (Cerambyx cerdo), fluturele de noapte (Eriogaster catax)

Pe lângă speciile protejate, pe teritoriul sitului au mai fost identificate 7 specii de plante, 1 specie de nevertebrate.